# Dioulatiédougou
Dioulatiédougou este o comună din departamentul Odienné, regiunea Kabadougou, Coasta de Fildeș.